# Vithakad trädklättrare
Vithakad trädklättrare (Dendrocincla merula) är en fågel i familjen ugnfåglar inom ordningen tättingar.

## Utseende och läte
Vithakad trädklättrare är en medelstor och enfärgat brun trädklättrare. Ögat är blåaktigt och på strupen syns ofta vitt, vilket gett arten dess namn, dock inte alltid. Fjäderdräkten är olikt många andra trädklättrare helt ostreckad. Den kan därför enbart förväxlas med sepiaträdklättraren, men den har mer markerat mönster i ansiktet, framför allt ett mörkt mustaschstreck, och saknar vithakade trädklättrarens blåaktiga öga.

## Utbredning och systematik
Vithakad trädklättrare delas in i sju underarter med följande utbredning:
- Dendrocincla merula merula – förekommer i Guyana och intilliggande norra Brasilien
- Dendrocincla merula bartletti – förekommer från sydöstra Colombia till södra Venezuela, östra Peru och västra Brasilien
- Dendrocincla merula obidensis – förekommer i den lägre delen av Amazonområdet i Brasilien (regionerna Faro och Obidos)
- Dendrocincla merula remota – förekommer i östra centrala Bolivia (Santa Cruz)
- Dendrocincla merula olivascens – förekommer i Brasilien söder om Amazonområdet (från Rio Madeira till Rio Tapajós)
- Dendrocincla merula castanoptera – förekommer i Brasilien söder om Amazonområdet (från Rio Tapajós till Rio Tocantins)
- Dendrocincla merula badia – förekommer i Brasilien söder om Amazonområdet (från Rio Tocantins till Rio Guama)

## Levnadssätt
Vithakad trädklättrare är en vida spridd men generellt sällsynt fågel i låglänta skogar. Den ses nästan enbart intill svärmande vandringsmyror och plockar byten som svärmen skrämmer upp i sin framfart.

## Status och hot
Arten har ett stort utbredningsområde, men tros minska i antal, dock inte tillräckligt kraftigt för att den ska betraktas som hotad. Internationella naturvårdsunionen IUCN listar arten som livskraftig (LC).